# Phyllis Duguid

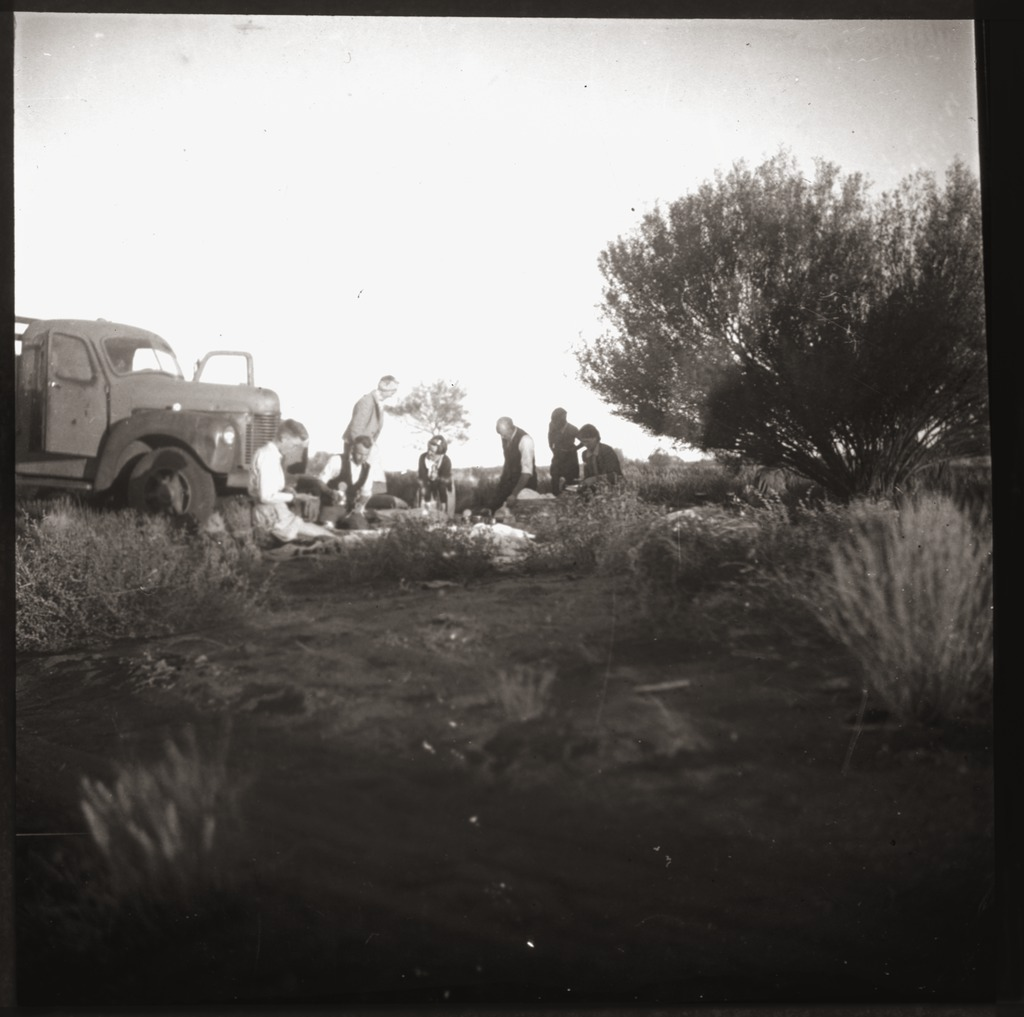
Camping der Familie Duguid auf dem Weg nach Ernabella, 1945. Von links: Phyllis Duguid, Sydney James Cook, Charles Duguid, Rosemary Duguid, zwei nicht identifizierte Männer, Andrew Duguid

Phyllis Evelyn Duguid OAM (* 16. Oktober 1904 in Hawthorn (Victoria), Australien; † 9. März 1993 in Adelaide, Australien) war eine australische Aktivistin und Frauenrechtlerin. Sie und ihr Ehemann Charles Duguid setzten sich für Gesetzesreformen und eine gerechtere Arbeitspolitik für die Aborigines ein.

## Leben und Werk
Duguid war das dritte Kind von sechs Kindern des methodistischen Pfarrers Reverend Frank Lade und Lillian Frances Lade. Beide Eltern engagierten sich aktiv in der Abstinenzbewegung. Die Familie zog 1911 nach Adelaide und Duguid besuchte die Mädchenschule von Miss Henderson und das Methodist Ladies College in Adelaide. 1922 erhielt sie ein Stipendium für den Besuch der University of Adelaide, wo sie klassische Philologie, englische Sprache und Literatur studierte. 1925 erwarb sie dort einen Bachelor-Abschluss. Sie arbeitete dann als Tutorin an der School of English und ab 1927 unterrichtete sie am Presbyterian Girls College in Adelaide. 1930 heiratete sie in der Methodistenkirche in Kent Town den Arzt und Aktivisten Charles Duguid.
Ab Mitte der 1930er Jahre engagierte sich Duguid gemeinsam mit ihrem Mann für die Sache der Aborigines. Während ihr Mann zu einem der bekanntesten Aktivisten Australiens für die Rechte der Aborigines wurde, konzentrierte sie sich auf die Rechte der Aborigines und Frauen und Mädchen gemischter Abstammung und wurde zu einer führenden Befürworterin der Förderung der Aborigines.
1935 unterstützte sie den Vorschlag ihres Mannes, eine Mission zu gründen, die im Gegensatz zu den damaligen Praktiken auf den Grundsätzen des Respekts vor Kultur und Sprache basierte. Mit Unterstützung der Presbyterianischen Kirche und der Regierung von Südaustralien wurde 1937 die Ernabella-Mission eröffnet. Zusammen mit der Präsidentin der Woman’s Christian Temperance Union (WCTU) besuchte sie 1938 Zentralaustralien, um Berichten über Missbrauch von Aborigines-Frauen nachzugehen. Als Ergebnis ihrer Reise gründeten sie die Liga zum Schutz und zur Förderung der Aborigine- und Halbkaste-Frauen, aus der 1950 die Aborigines Advancement League of South Australia (AALSA) entstand. Im Laufe der nächsten zwei Jahrzehnte war ihr Zuhause ein Ort, an dem Aborigines willkommen waren und an dem Maßnahmen gegen Diskriminierung ergriffen wurden.
In den späten 1940er Jahren unterstützte Duguid aktiv die Kampagne ihres Mannes gegen die Einrichtung eines militärischen Schießplatzes in Woomera mit einer Flugroute über Aborigine-Gebiete. 1944 nahm sie den sechsjährigen Sydney James Cook auf, der am Kingʼs College in Adelaide eingeschrieben war. Cook lebte bis 1950 bei der Familie, als er nach Roper River im Northern Territory geschickt wurde, da sie und ihr Mann glaubten, dass es ihm helfen würde, wenn er in einer Aborigine-Gemeinschaft heranwuchs.
1953 organisierten sie und ihr Mann ein Treffen im Rathaus von Adelaide, bei dem fünf Aborigines, George Rankin, Mona Paul, Peter Tilmouth, Ivy Mitchell und Geoff Barnes, über ihre Diskriminierungserfahrungen sprachen. Ein Ergebnis dieses Treffens war die Gründung des Wiltja Hostels im November 1956 in einem Vorort von Millswood, um Aborigine-Mädchen aus ländlichen Regionen aufzunehmen, die weiterführende Schulen in Adelaide besuchen.
Als geschäftsführendes Mitglied der Womenʼs Christian Temperance Union und der Womenʼs Non-Party Political Association war Duguid auch langjähriges Mitglied des Childrenʼs Welfare and Public Relief Board der südaustralischen Regierung.
Duguid bekleidete zahlreiche Ämter in der League of Women Voters of South Australia und wurde 1979 deren letzte Präsidentin. 1944 veröffentlichte sie eine Broschüre mit dem Titel The Economic Status of the Homemaker und schrieb über gleichen Lohn für gleiche Arbeit und leitete die erste Sitzung des Status of Women Council in Südaustralien. Sie schrieb auch über Themen wie Mäßigkeit, Gefängnisreform und Prostitution.
1987 wurde sie für ihre Verdienste um das Wohlergehen der Aborigines zur OAM ernannt.
Sie starb am 9. März 1993 in Linden Park, einem Vorort von Adelaide, und wurde neben den sterblichen Überresten ihres Mannes in Ernabella beigesetzt.

## Ehrungen (Auswahl)
- 1987: Medal of the Order of Australia (OAM)
- Das Duguid Indigenous Endowment und das damit verbundene Reisestipendium, das zum Gedenken an sie und ihren Ehemann gegründet wurde, werden von der Australian National University verwaltet. Die University of South Australia und die Flinders University veranstalten alle zwei Jahre gemeinsam die Duguid-Gedenkvorlesung.[2]